# Мусубейли
Мусубейли или Мусабейли (на турски: Musabeyli) е село в Източна Тракия, Турция, околия Одрин, вилает Одрин.

## География
Селото се намира на изток от Одрин.

## История
В XIX век Мусубейли е българско село в Одринска кааза на Одринския вилает на Османската империя. Според „Етнография на вилаетите Адрианопол, Монастир и Салоника“, издадена в Константинопол в 1878 година и отразяваща статистиката на населението от 1873 година, Мусубейли (Moussoubelli) има 43 домакинства и 236 българи.
Според статистиката на професор Любомир Милетич в 1912 година в селото живеят 50 български екзархийски семейства или 260 души.
Българското население на Мусубейли се изселва след Междусъюзническата война в 1913 година. 6 семейства (25 души) се заселват в Бургаска околия и 45 семейства (160 души) в Къзълагачка (Елховска).

## Личности
Починали в Мусубейли
- Стоян Топузов (1864 – 1913), български полковник